# Ханерагмиут
Ханерагмиут (англ. Haneragmiut) — географически определённая подгруппа народности медных инуитов, занимавшая территорию современной провинции Нунавут, Канада. Из всех племён, охотившихся в южной части острова Виктория, они были наиболее западным народом. Люди из данной подгруппы селились на северном побережье пролива Долфин-энд-Юнион, к северу от мыса Бексли и к югу от Принс-Альберт-Саунд, на острове Виктория. Несмотря на то, что они мигрировали как на север, так и на юг в целях охоты, рыбной ловли и торговли, для них оставался неизвестным тот факт, что Виктория являлся островом.

## Этнология
Исследователь Арктики Вильялмур Стефансон открыл подгруппу Ханерагмиут 17 мая 1910 года. В то время она насчитывала примерно 40 человек. Несколько людей из этой подгруппы сезонно занимались охотой и вели на юге материковой части Канады торговлю с другой подгруппой инуитов, жившей у мыса Бексли — Акулиакаттагмиут, в то время как остальные инуиты Ханерагмиут добирались до крайне далёких мест, таких, как озеро Тахириуак (англ. Tahiryuak Lake), чтобы охотиться на северных оленей совместно с представителями подгруппы Канианермиут (англ. Kanianermiut). К востоку от Ханерагмиут жили инуиты из подгруппы Экаллуктогмиут.
После своего возвращения в Сиэтл и Нью-Йорк в 1912 году, Стефансон прославил подгруппы Ханерагмиут, Канхиргмиут (англ. Kanhirgmiut) и Нувукпагмиут (англ. Nuwukpagmiut), назвав их «Белокурыми эскимосами».
Более поздние исследования, проведённые антропологом Даймондом Дженессом, показали, что представители подгрупп Акулиакаттагмиут, Ханерагмиут, Коглуктогмиут, Паллирмиут, Пуиплирмиут и Уаллиргмиут (также именуемой «Канианермиут») породнялись, что приводило к смешению этих племён.